# Tiergartentunnel (Blankenheim)

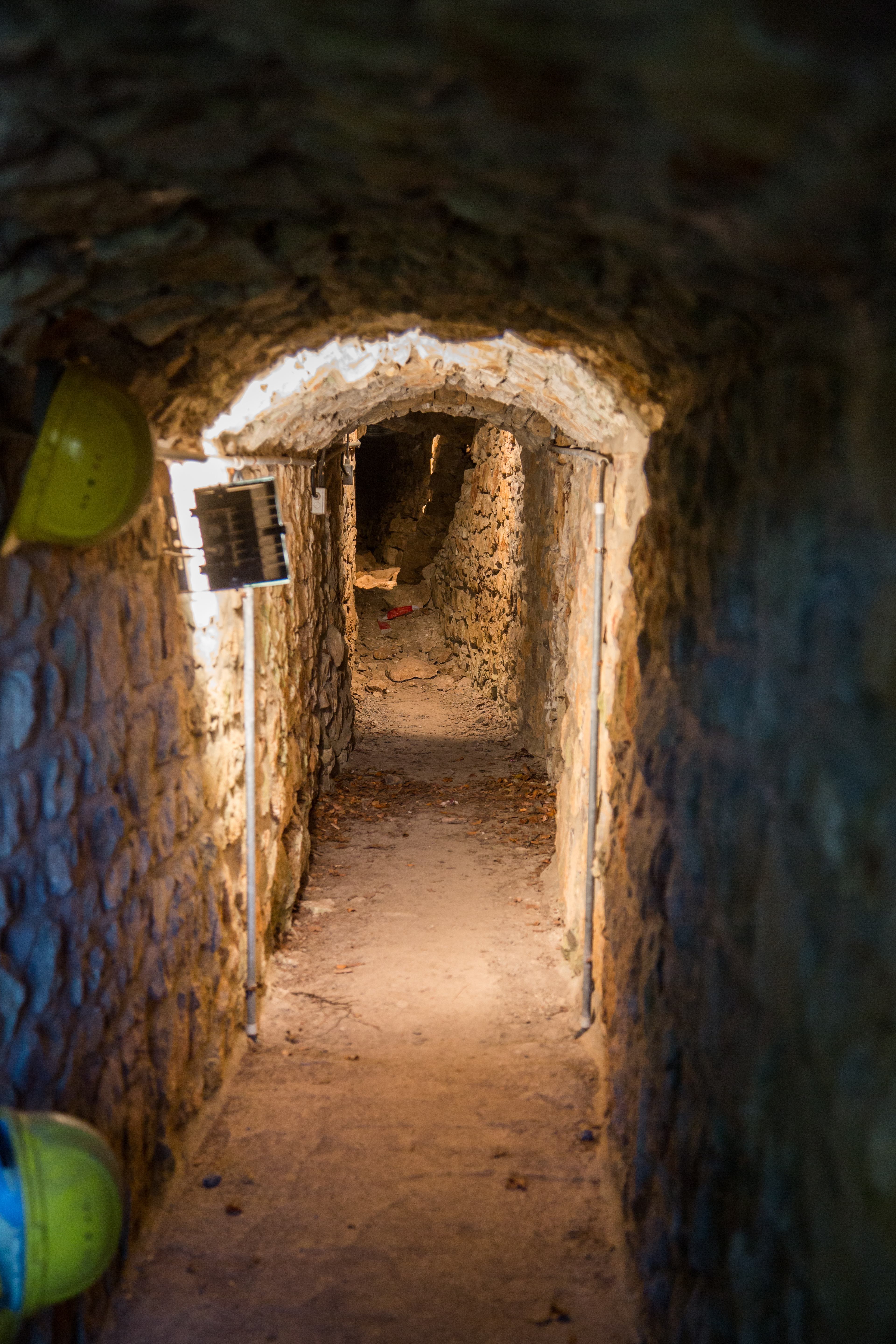
Blick in den Tunnel

Der Tiergartentunnel ist ein 1468/1469 erbauter etwa 150 m langer Tunnel durch den gleichnamigen Höhenrücken neben der Burg Blankenheim. Ihn durchfloss das Wasser der Quelle „In der Rhenn“ in einer etwa einen Kilometer langen Deichelleitung zur Burg. Bemerkenswert ist, dass aus dieser Zeit in Europa kaum derartige Bauten bekannt sind. Der Tunnel wurde im Qanat-Verfahren gebaut und hat fünf Bauschächte. Zur Überwindung einer Senke zwischen Quelle und Tunnelloch war der Trassenabschnitt dort als Druckleitung aus Holzrohren ausgelegt.
Die Anlage wurde erst 1997 wiederentdeckt und freigelegt. Das Rheinische Amt für Bodendenkmalpflege ließ 2001 die Brunnenstube ausgraben, archäologisch untersuchen und restaurieren. Teile des Tunnels sind begehbar. Über den „Tiergartentunnel-Wanderweg“ erreicht man 18 thematische Stationen im Blankenheimer Urfttal.

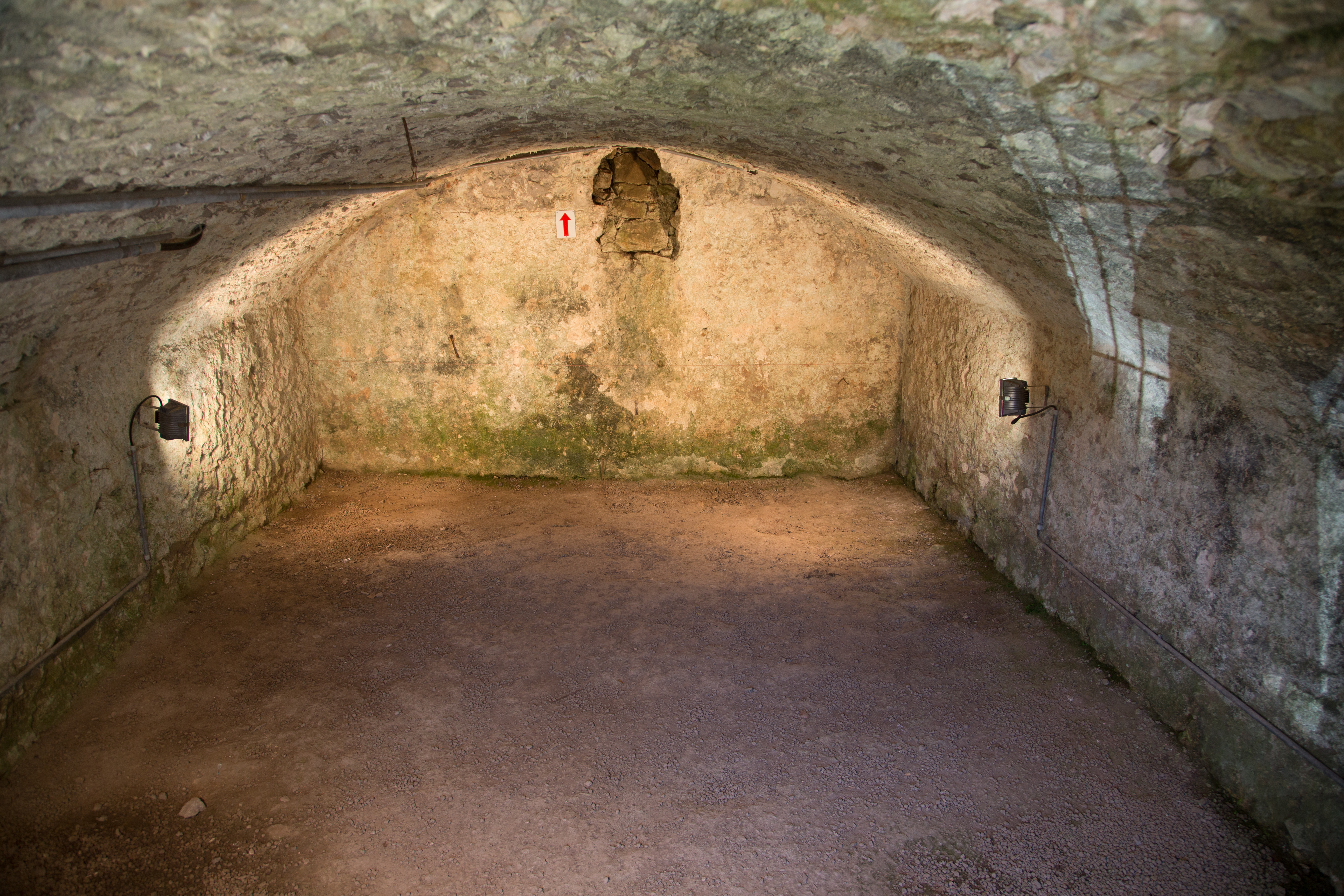
Das Wasserreservoir